# Famille von Mitzlaff
La famille von Mitzlaff est une ancienne famille noble de Poméranie. La famille, dont certaines branches existent encore aujourd'hui, appartient à l'ancienne noblesse de Poméranie-Occidentale .

## Histoire

### Origine
La famille est mentionnée pour la première fois dans un document avec Wissike filius Meslaf le 19 juin 1389. Avec Hans Mißlaf, le sceau apparaît pour la première fois dans un document daté du 14 juillet 1403.
Il existe probablement un lien de parenté tribal avec la famille noble von Zitzewitz, qui vient de la même région et porte les mêmes armoiries,.

### Expansion et personnalités
Georg Mitzlaff apparaît en 1389 comme résident de Carzien. Conradus de Mitzlaff est maire de la ville de Stolp en 1463, fonction que sept membres de la famille occupent également au fil du temps. Hans von Mitzlaff et ses frères mineurs Jürgen et Carl se viennent accorder solennellement le domaine de Carzien par le duc Bogusław X de Poméranie le mardi après le carnaval de l'année 1490.

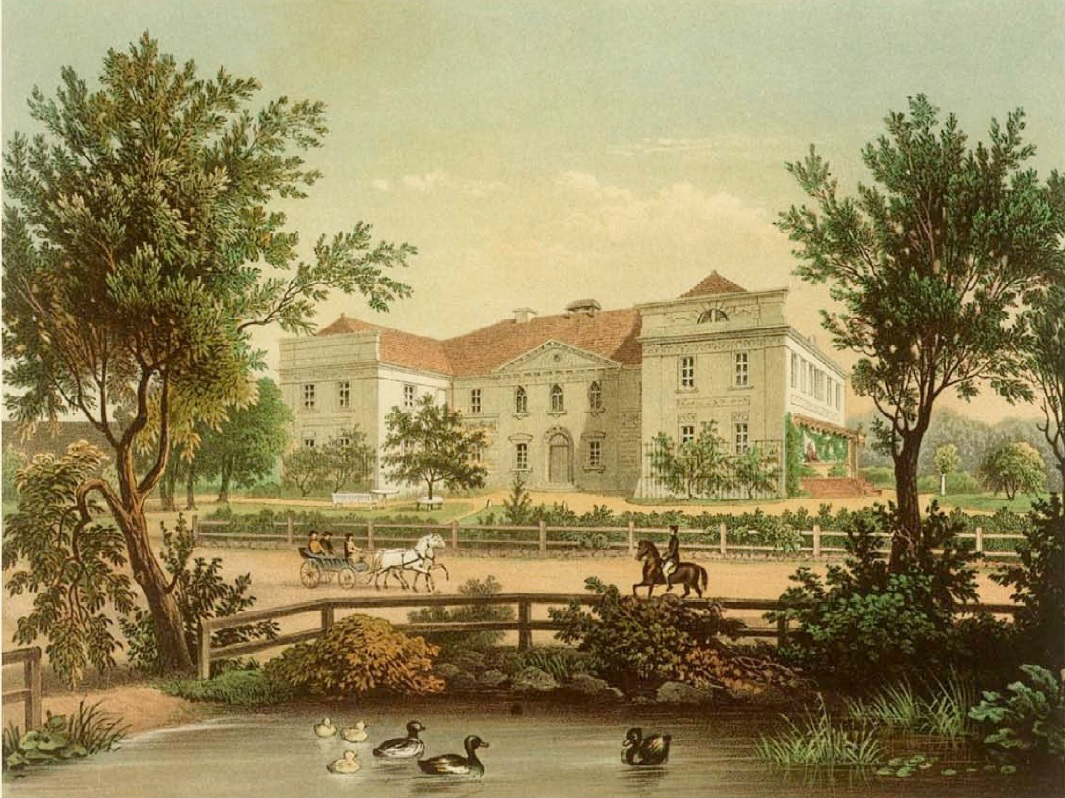
Ober-Schüttlau dans la collection Duncker

Joachim von Mitzlaff est un colonel impérial pendant la guerre de Trente Ans. Carl Gustav von Mitzlaff, seigneur de Schwuchow, est sous le roi Charles XII. du capitaine de Suède. Franz Gustav von Mitzlaff est né de son mariage avec Catharina Marie von Bandemer (de). Dans sa jeunesse, il est page de Sophie-Dorothée de Hanovre, épouse du roi soldat Frédéric-Guillaume Ier. En 1727, il rejoint le régiment de dragons de Sonsfeld en tant que junker, où il est promu major en 1757. En 1766, il est nommé Amtshauptmannschaft à Hornburg, en 1767 il fut promu lieutenant-colonel, en 1769 colonel et en 1771 major-général . En 1778, il se retire du service actif et meurt le 13 août 1789 à Francfort-sur-l'Oder. Il est marié à une fille de la famille noble de Lauterbach. Le couple a plusieurs enfants.
Le général a laissé l'ancien fief de Mitzlaff de Schwuchow près de Stolp à son frère Léopold Guillaume von Mitzlaff. Il le vend le 1er décembre 1780 au lieutenant-colonel Karl Sigismund von Pirch. La famille possède le domaine de Carzien depuis bien plus longtemps, depuis la fin du XIVe siècle. Au milieu du XIXe siècle, les Mitzlaff possèdent en Poméranie Bansekow, Damm, Beversdorf et Drossendorf, tous situés dans l'ancien arrondissement de Stolp. Dans la seconde moitié du XIXe siècle, Otto Ludwig von Mitzlaff est un chambellan royal prussien et seigneur d'Oberschüttlau dans le district de Guhrau . Trois autres membres de la famille vivaient à Schimmerwitz dans l'arrondissement de Lauenbourg, à Beversdorf dans l'arrondissement de Stolp et à Großendorf et Dochow, également dans l'arrondissement de Stolp. Avec le château de Drosedow (de), une nouvelle propriété est acquise dans le Mecklembourg vers 1914 et développée comme centre de sports équestres jusqu'à la réforme agraire de 1945.

## Armoiries

### Armoiries de la famille
Les armoiries sont divisées en noir et argent avec un aigle à deux têtes vêtu d'or en couleurs inversées. Sur le casque avec couvre-casque noir et argent se trouvent trois plumes d'autruche (argent-noir-argent).

### Histoire des armoiries
Les armoiries apparaissent sur les empreintes de sceaux. Selon Johannes Micraelius, Sechs Bücher vom alten Pommernland (1639/1640), les Mitzlaff portent un double aigle, moitié blanc et moitié noir, et sur le casque trois plumes d'autruche jaunes. Dans le Wappenbuch de Johann Siebmacher, édition en cinq volumes (1701), les armoiries apparaissent comme chez Micraelius. Friedrich August von Meding prend en compte Micraelius et Siebmacher dans ses Nachrichten von adeligen Wappen (1791). Julius Theodor Bagmihl mentionne dans son Pommerschen Wappenbuch (1843-1855) que sur les sceaux de Berend Mitzlaff de 1574, il y a quatre plumes sur le casque et celui de J. С. par Mitzlaff, à peu près à la même époque, sept plumes apparaissent.

## Personnalités
- Franz Gustav von Mitzlaff (de) (1707–1789), général de division royal prussien.
- Joachim von Mitzlaff, colonel[9] pendant la guerre de Trente Ans. Membre de la Société des fructifiants, 223. " L'Ouvert ".
- Alfred von Mitzlaff (1849–1908), lieutenant général prussien[10], commandant du régiment des Gardes du Corps.
- Otto von Mitzlaff (1880–1938), entraîneur de courses de chevaux[11]
- Sven von Mitzlaff (1914–1992), champion des cavaliers amateurs, champion des entraîneurs de courses de chevaux, officier d'état-major et de cavalerie, lieutenant-colonel.